# Cantón de Vic-sur-Seille
El cantón de Vic-sur-Seille era una división administrativa francesa, que estaba situada en el departamento de Mosela y la región de Lorena.

## Composición
El cantón estaba formado por catorce comunas:
- Bezange-la-Petite
- Bourdonnay
- Donnelay
- Juvelize
- Lagarde
- Ley
- Lezey
- Maizières-lès-Vic
- Marsal
- Moncourt
- Moyenvic
- Ommeray
- Vic-sur-Seille
- Xanrey

## Supresión del cantón de Vic-sur-Seille
En aplicación del Decreto n.º 2014-183 de 18 de febrero de 2014,el cantón de Vic-sur-Seille fue suprimido el 22 de marzo de 2015 y sus 14 comunas pasaron a formar parte del nuevo cantón de Le Saulnois.